# 克雷格·罗杰森
克雷格·罗杰森（英語：Craig Rogerson，1965年7月15日—），澳大利亚男子跳水运动员。他曾代表澳大利亚参加1986年和1990年英联邦运动会跳水比赛，获得二枚金牌和一枚铜牌。他也曾参加1988年和1992年夏季奥运会。